# Luigi Borgonovo
Luigi Borgonovo (Milà, 29 de gener de 1899 – Pescasseroli, 18 d'agost de 1975) fou un baríton italià.
Nascut en una família humil, va estudiar cant amb Gennai i Bettinelli a Milà. Va debutar el 1925, actuant aquell mateix any al Gran Teatre de l'Havana. El 1927 va viatjar per Amèrica Central amb la Companyia d'Òpera Bracala. El seu èxit destacat va arribar el 1928 amb Cavalleria Rusticana al Teatre Donizetti de Bèrgam. El 1932 va cantar a l'Òpera de Montecarlo a La Bohème i el 1933 va participar a La Scala en l'estrena de Székelyfonó de Kodály. El 1937 va actuar al Teatre Comunale de Bolonya com a Marcello i Ford a Falstaff. El 1941 va interpretar Tebaldo a Giulietta e Romeo al Teatre dell'Opera di Roma, i el 1943 va tornar a cantar Ford a Falstaff durant el Maggio Musicale Fiorentino. A la temporada 1931-1932, va actuar al Gran Teatre del Liceu de Barcelona, així com a Madrid, el Caire i en diverses gires per Amèrica del Sud. Després de la guerra, va continuar la seva trajectòria a Itàlia i més tard va ensenyar cant a l'Escola d'Òpera de La Scala, formant alumnes com Franco Corelli i Luciano Pavarotti. nA partir del 1940 va actuar diverses temporades al Gran Teatre del Liceu.